# Janna Horstmann
Janna Horstmann (* 4. Dezember 1984 in Leimen (Baden)) ist eine deutsche Schauspielerin in Film, Fernsehen, und Theater, Hörspiel-, Off-Sprecherin und Synchronsprecherin.

## Werdegang
Horstmann wurde geboren in Leimen am 4. Dezember 1984 und ist aufgewachsen in Karlsruhe. Sie absolvierte ein Schauspielstudium an der Universität der Künste Berlin und schloss 2009 mit Diplom ab.
Am Theater Freiburg ist Jana Horstmann festes Ensemblemitglied und spielte zuvor u. a. am Deutschen Theater Berlin, Maxim Gorki Theater, Theaterhaus Jena und Theater Lübeck. Sie arbeitete auch mit dem Theaterkollektiv copy&waste an zahlreichen Produktionen.
Sie wirkte in Kinofilmen von Brian de Palma, Anika Decker und Karoline Herfurth mit. Zu ihren TV-Rollen zählen Auftritte in Tatort, Breaking Even, Schloss Einstein und SOKO Wismar.
Im Radio ist sie regelmäßige Sprecherin für Deutschlandfunk Kultur, SWR und BR mit Beiträgen wie Das Schreckmümpfeli, Spiegeljahre und Blutige Kohle.

## Filmografie (Auswahl)
- 2008: Ein Sonntag im Winter (Kurzfilm)
- 2010: Rummel (Kurzfilm)
- 2013: Fliehkraft (Kurzfilm)
- 2013: Volksbühne (Kurzfilm)
- 2014: Melusine (Kurzfilm)
- 2015: SOKO Wismar (Fernsehserie, 1 Folge)
- 2015: Traumfrauen
- 2016: Schloss Einstein (Fernsehserie, 2 Folgen)
- 2016: SMS für Dich
- 2016: Strawberry Bubblegums
- 2017: High Society
- 2019: Es bleibt in der Familie
- 2020: Breaking Even (Fernsehserie)
- 2022: Tiere bis unters Dach (Fernsehserie, 1 Folge)
- 2025: Tatort: Die große Angst
- 2025: Tatort: Mike & Nisha

## Theater (Auswahl)
Theaterhaus Jena
- 2011: die blauen AUgen von Terence Hill, als Janna (Regie: copy & waste)

Grenzlandtheater Aachen
- 2012: Sommernachtstraum, als Titania (Regie: Ulrich Wiggers)

Deutsches Theater Berlin
- 2011–2013: türkisch gold, als Luisa (Regie: Katja Fillmann)

Freilichtspiele Schwäbisch Hall
- 2013: König Artus!, als Gunivere  (Regie: Tobias Goldfarb)

Ringlokschuppen Mülheim
- 2013–2014: Barbarellapark, als Dildano (Regie: copy & waste)

Theater im Depot Dortmund
- 2013–2014: Dantons Dilemma, als Lucille/Janna(Regie: Björn Gabriel)

Theater Oberhausen
- 2014–2015: Anarchie in Ruhrstadt, als Janna (Regie: Steffen Klewar)
- 2016–2017: Ronja Räubertochter, als Undis / Wilddrude / Graugnom (Regie: Christian Quitschke)
- 2016–2017: Don Quijotte, als diverese Rollen (Regie: Thomas Fiedler)
- 2016–2017: Dylan. A Tribute., als Sängerin (Regie: Jürgen Sarkiss)
- 2016–2018: Der Theatermacher, als Tochter (Regie: Peter Carp)

Theater Lübeck
- 2014–2015: Die kleine Meerjungfrau, als Koralla, Polyp (Regie: Andreas Nathusius)

Bad Hersfelder Festspiele
- 2015: Verführen Sie doch bitte meine Frau!, als Leonalla (Regie: Tobias Goldfarb)

National Theater London
- 2015–2016: Götter.The lost ring., als Frau (Regie: Elayce Isamil)

Theater Freiburg
- 2017–2018: Crudeland, als Sally Kirkland (Regie: Mpumelelo Paul Grootboom)
- 2017–2018: The Black Forest chainsaw opera, als Weinkönigin (Regie: Stef Lernous)
- 2017–2018: Drei Winter, als Rose König (Regie: Peter Carp)
- 2017–2019: Ein Sommernachtstraum, als Titania / Hippolyta (Regie: Ewelina Marciniak)
- 2018–2019: Das Niebelungenlied, als Krimhild (Regie: Jernej Lorenzi)
- 2018–2019: Die Bartholomäusnacht, als Johanna von Navarra / Nostradamus (Regie: Ewelina Marciniak)
- 2018–2019: 1986, als Janna (Regie: by Proxy)
- 2019: Die Küche, als Monique (Regie: Amir Reza Koohestani)
- 2019–2020: Wut, als Charly, Bär (Regie: Hermann Schmidt-Rahmer)
- 2021: Hedda Gabler, als Hedda Gabler (Regie: Lydia Bunk)
- 2021: Faust 2, als verschiedene Rollen (Regie: Krzysztof Garbazewski)
- 2021: Platonov, als Anna Petrowna (Regie: Peter Carp)
- 2021–2022: Orpheus und Eurydike, als Medea (Regie: Erna Ómarsdóttir)
- 2022–2023: Identitti, als Kali (Regie: Jessica Glause)
- 2023: Der gr0ße Gopnik (Schauspiel), als O (HR) (Regie: Eike Weinreich)
- 2024:Paradies lost (Regie: Kommando Himmelfahrt)
- 2025: Woyzeck (Regie: Bojana Lasic)
- 2025: Wollstonecraft, als Mary (Regie: Camillia Dania)

## Audio (Auswahl)
- 2013: Soundtrack zum Kurzfilm Fliehkraft[2]

## Sprechrollen (Voice Over) (Auswahl)
- 2012: Bilder vom guten Leben (Hörspiel: BR)
- 2012: Flüchten! Übder Armut in Deutschland! (Deutschlandradio Kultur)
- 2013: Mut der Mücke (Deutschlandradio Kultur)
- 2014: Quotenkiller (Deutschlandradio Kultur)
- 2014: Nur Ruhe – Wurfsendung (Deutschlandradio Kultur)
- 2015: facebook sagt, du bist in der Türkei! (SWR)
- 2015: Syria FM (Deutschlandradio Kultur)
- 2015: Magdeburg hieß früher Madagaskar (Deutschlandradio Kultur)
- 2019: Blutige Kohle (SWR)
- 2020: Heimatjahre (SWR)
- 2021: Das Leben des Vernon Subutex (SR)
- 2022: Spiegeljahre (SWR)
- 2023: Lieben unter Lebendgefahr (SWR2)
- 2023: Perle- der Weg zurück z. körp. Unversehrtheit (SWR2)
- 2024: Das Schreckmümpfeli, Der Tag X (SRF)

## Auszeichnungen (Auswahl)
- 2008: Ensemblepreis beim Treffen der deutschsprachigen Schauspielschulen[2]
- 2009: Schauspieldiplom mit Auszeichnung[2]
- 2013: Studio Hamburg Nachwuchspreis für ihre Rolle im Film Fliehkraft[2]